# Phyllobius vespertinus
Phyllobius vespertinus (лат.) — вид жуков-долгоносиков из подсемейства Entiminae. Часто считается синонимом Phyllobius pyri.
Распространён в Центральной и Западной Европе, в Швеции, Прибалтике, на Украине, в Иране, но в России не отмечался (по другим данным отмечался в Казани). Длина тела имаго 4,7—6,5. Жуки питаются на листьях подмаренника, рубуса, сливы.